# Bernartice (Jeseník)
Bernartice é uma comuna checa localizada na região de Olomouc, distrito de Jeseník.